# 小千谷市立千田中学校
小千谷市立千田中学校（おぢやしりつ ちだちゅうがっこう）は、新潟県小千谷市大字千谷甲1617にある公立中学校。

## 沿革
- 1947年5月21日 - 北魚沼郡千田村立千田中学校開校。旧陸軍五十二部隊蔽舎本部を転用。
- 1949年9月21日 - 新校舎（木造）に移転。
- 1954年3月10日 - 小千谷市立千田中学校に改称。
- 1955年11月26日 - 増築校舎竣工式
- 1970年4月1日 - 片貝中学校高梨分校廃校に伴い、五辺･高梨地区の生徒を受け入れる。
- 1976年3月4日 - 体育館竣工式
- 1991年3月8日 - 新校舎（鉄筋3階建）に移転。

## 行事
- 入学式 (4月上旬)
- 体育祭 (9月上旬)
- 千心フェスタ（10月下旬）
- 2学年修学旅行（3月）
- 3学年卒業式 (3月)

## 部活動
- 女子ソフトテニス部
- 女子卓球部
- 男子ソフトテニス部
- 男子卓球部
- バレーボール部
- 野球部

## 校歌
- 作詞 新井艶之助
- 作曲 山田正与

## 交通
- 越後交通千谷公民館前バス停から徒歩約10分